# Oskar von Cornberg
Oskar Freiherr von Cornberg (* 4. Juli 1855 in Kassel; † 20. Oktober 1928 in Greiz) war ein deutscher Jurist, zuletzt Hofkammerpräsident unter den letzten Regenten des Fürstentums Reuß älterer Linie.

## Familie

Wappen derer von Cornberg

Philipp Georg Montegrain von Cornberg († 1852), Herr von Cornberg und von Lübbecke, wurde am 17. November 1803 in den preußischen Adelsstand erhoben und begründete damit eine neue Linie des ursprünglich hessischen Adelsgeschlechts der Freiherren von Cornberg. Sein Sohn Christian Wilhelm, der Vater Oskars von Cornberg, Oberst des 1. Kurhessischen Garderegiments, erhielt 1879 die Berechtigung zur Führung des Freiherrentitels. Seine Mutter war Caroline Cathinka Agnes Emilie geborene von Haynau.
Oskar von Cornberg heiratete am 30. Januar 1886 in Greiz Olga von Geldern-Crispendorf, die Tochter von Richard von Geldern-Crispendorf. Aus dieser Ehe entstammten vier Kinder:
- Horst (* 13. Dezember 1886)
- Helmut (* 31. Mai 1891)
- Gertrud (* 31. Mai 1891)
- Ortrud (* 31. Mai 1891)

## Leben
Oskar von Cornberg studierte Staats- und Rechtswissenschaft an den Universitäten Leipzig, Heidelberg und Göttingen. 1878 wurde er Mitglied des Leipziger, 1880 des  Göttinger Wingolf.
Nach dem Studium machte er sein Referendariat bei verschiedenen Behörden in Reuß älterer Linie und legte 1885 sein zweites Staatsexamen ab. 1885 war er Gerichtsassessor und ab 1887 Amtsrichter beim Amtsgericht Greiz. Er wurde zum Justizrat ernannt und wurde 1893 Landrichter und 1903 Landgerichtsrat beim Landgericht Greiz.
Ab dem 1. März 1903 war er Oberkammerrat der Kammerverwaltung, ab dem 13. Mai 1905 Kammerdirektor und 1907 Hofkammerpräsident. 1918 wurde er pensioniert.
Vom 4. Oktober bis 11. November 1788 war er als Stellvertreter für Adolf Steinhäuser Abgeordneter im Greizer Landtag.
1924 verstarb Oskar Freiherr von Cornberg in seinem Haus im Gartenweg 5, wo er in direkter Nähe zum unteren Schloss Greiz gelebt hatte.